# Luigi Alberto Scaglia
Pour les articles homonymes, voir Scaglia.
Luigi Alberto Scaglia (né le 23 novembre 1986 à Chiari, en Lombardie) est un footballeur italien. Il joue au poste de milieu de terrain.

## Biographie
Formé à Brescia, il est prêté durant une saison et demie à Lumezzane, en Serie C1 (troisième division), afin d'acquérir du temps de jeu.
Il revient ensuite à Brescia lors de l'été 2006. Il joue 14 matchs en Serie B (deuxième division) avec ce club.
À l'issue de la saison, il retourne à Lumezzane, n'ayant pas réussi à s'imposer au sein de l'équipe première de Brescia. 
Lors du mois de janvier 2010, Luigi Alberto Scaglia retrouve la Serie B en signant en faveur du Torino FC. Il joue 19 matchs en D2 avec le Torino.
Lors du mercato d'été 2011, il retourne à Brescia, toujours en Serie B.

## Clubs
- 2004-2015 :  Brescia
  - janv. 2006-2007 :  AC Lumezzane (prêt)
  - 2008- janv. 2010 :  AC Lumezzane (prêt)
  - fév. 2010-2011 :  Torino FC (prêt)
- depuis 2015 :  Latina